# Eudocia di Heliopolis
Eudocia di Heliopolis (greco: Ευδοκία), anche Eudoxia (Samaria, ... – Heliopolis, 107 o 114) è stata una martire cristiana, venerata come santa dalla Chiesa cattolica e da quella ortodossa.

## Biografia
Residente a Heliopolis (Baalbek), in Fenicia, secondo la tradizione Eudocia era originaria della Samaria, ma il suo soprannome, "la samaritana", deriva probabilmente dalla sua carità. Secondo la leggenda essa condusse dapprima una vita libertina e, essendo una giovane donna attraente, si accompagnò con molti uomini con i quali commise peccato.
In questo modo essa accumulò una grande ricchezza, sino a che incontrò finalmente il monaco cristiano Germano: ella gli chiese come avrebbe potuto salvarsi il giorno del giudizio, ed egli la invitò a chiudersi in una stanza per una settimana digiunando e pregando. Eudocia seguì le sue istruzioni, e alla fine della settimana ebbe una visione dell'Arcangelo Michele il quale l'assicurò che Cristo amava chiunque. Eudocia, indossato il cilicio, si presentò di fronte al vescovo di Heliopolis, Teodoto, il quale la battezzò. All'età di 30 anni, Eudocia commissionò la costruzione di un monastero vicino Baalbek, liberò i suoi servi e dette tutti i suoi soldi ai poveri. Ella respinse tutti i suoi amanti, e quando uno di essi, di nome Philostratos, si ammalò a causa della sua insistenza nel respingerlo, Eudocia pregò per lui sino alla sua guarigione. Philostratos infine si convertì al Cristianesimo.

Da allora ella si ritirò in solitudine e visse una vita di penitenza. Durante una nuova persecuzione dei cristiani il Prefetto Vincentius convocò Eudocia, la quale a causa della sua santità era molto venerata. Dopo che ella rifiutò di sacrificare agli dei, la fece decapitare. Il suo martirio viene datato al tempo dell'imperatore Traiano, il primo di marzo dell'anno 107 o 114.

## Culto
Il nome di Eudocia figura anche nel Martirologio Romano.
La sua Memoria liturgica cade il 1º marzo.